# Francesc Canyelles i Balagueró
Francesc Canyelles i Balagueró (Barcelona, 27 de septiembre de 1889-1938) fue un pintor, grabador y decorador novecentista español.
Era hijo de un ebanista, Francesc Cañellas i Boladeras, y de Rosa Balagueró i Rosich. Estudió en la Escuela de la Lonja de Barcelona. Realizó tanto pintura mural y óleos como dibujos, grabados, esgrafiados, vidrieras y cerámicas ornamentales. Colaboró a menudo con el arquitecto Josep Goday, con quien emprendió un viaje de estudios por Europa en 1912, siendo autor de los elementos decorativos de muchas obras de Goday, como los Grupos Escolares, el edificio de Correos de Barcelona, la Maternidad o la restauración de la Casa de l'Ardiaca.
Fue autor también de algunas pinturas murales en el Palacio Nacional de Montjuic y en el Palacio del Parlamento de Cataluña.
Diseñó también la decoración de la sala de Fomento del Trabajo Nacional del pabellón de España en la Exposición Universal de Bruselas de 1910.
Fue autor de los vitrales de la sala de actos de la Casa de la Caridad de Barcelona, un conjunto de catorce vitrales sobre las Obras de Misericordia, con una extensión de 100 m², realizados en los talleres Rigalt y Granell.
Fue profesor de la Escuela Industrial de Barcelona de 1911 a 1938.